# Edição não linear
No início da indústria cinematográfica os filmes eram editados linearmente, ou seja, as películas com as diversas tomadas eram cortadas e depois coladas na sequência desejada. Na edição não linear o filme é convertido para um formato digital e pode ser modificado livremente. 
Os primeiros aparelhos de edição não linear eram computadores projetados apenas para esta função. Atualmente são usados computadores padrão com software proprietário como: Final Cut Pro (somente para Macintosh), Adobe Premiere (Tanto para PC quando para MAC), Avid (Tanto para PC quando para MAC), EDIUS (para PC) e Sony Vegas. Existem software livre para executar essa tarefa como: Avidemux (Multiplataforma), VirtualDub (somente para Windows), Kdenlive (para Linux, FreeBSD, Solaris e outros sistemas tipo Unix) e Cinelerra (somente para Linux).